# 羅青長
羅 青長（ら せいちょう、1918年9月4日 - 2014年4月15日）は、中華人民共和国の政治家。

## 生涯
- 1918年9月4日、四川省広元市蒼渓県の農民の家庭に生まれる。

- 1932年8月、中国共産主義青年団に入る。

- 1931年、四川蒼渓県中学に入学、1934年卒業。

- 1934年、中国工農紅軍に参加。

- 1934年-1935年、中国工農紅軍第三十軍八十九師政治部宣伝員、中共川陝西省委宣伝部幹事、省委党校・省委秘書を歴任する。

- 1935年-1936年、紅軍武装工作隊隊長、紅軍幹部大隊班長、中共中央西北局組織部幹事を歴任する。

- 1936年11月、中国共産党に加入。

- 1936年-1938年、延安中共中央党校に学んだ、党支部書記、党総支部宣伝委員、青年委員、教員、研究員を歴任する。

- 1938年-1941年、西安秘密情報領導組党支部書記に就任。

- 1941年、調回延安。

- 1941年-1949年、延安棗園情報訓練班党支部書記、延安中央情報部秘書、科長、第一室副主任、主任を歴任する。

- 1947年3月、随毛沢東、周恩来入陝北、掌管中共中央前委敵区情報・聯絡工作。

- 1949年-1955年、中共中央軍委情報部一局局長、中共中央軍委聯絡部一局局長、部長助理、副部長を歴任する。

- 1954年10月、中華人民共和国国務院総理辦副主任に就任。

- 1955年7月、中共中央調査部秘書長に就任。

- 1957年4月、中共中央調査部副部長、中華人民共和国国務院総理辦公室副主任に就任。

- 1965年2月-1966年、中華人民共和国国務院副秘書長に就任。

- 1966年-1970年、文化大革命で政治迫害に遭った。

- 1970年-1973年、中国人民解放軍総参謀部情報部副部長に就任。

- 1973年-1983年、中共中央調查部負責人、部長、中華人民共和国国務院副秘書長、中共中央對台工作領導小組副組長兼辦公室主任を歴任する。

- 1973年-1987年、中共第十回、十一回、十二回中国共産党中央委員会の委員に就任。

- 1978年3月、第五回全国人民代表大会常務委員会の委員に就任。同年5月、第五回全国人民代表大会常務委員会副の秘書長に就任。

- 1981年8月、第五回全国人大常委会機關党組の成員に就任。

- 1982年-1987年、中国共産党中央顧問委員会の委員に就任。

- 2014年4月15日、96歳で北京市にて死去[1][2]。

## 家族
- 長男：羅抗[3][4][5][6]
- 二男：羅挺[3]
- 三男：羅援（中国戦略文化促進会の常務副会長）[3]
- 四男：羅振（第一太平戴維斯（中国）公司総経理、紐約華榮集団総经経理、米国中国留学人員聯誼会常務副会長）[3]